# Бальтазар фон Гольте
Бальтазар фон Гольте (*Balthasar von Holte, д/н —1293) — 17-й магістр Лівонського ордену в 1290—1293 роках. Використовував вигадані імена Гальт фон Гогембах, Болто фон Гоенбах, Болто фон Гоенбах.

## Життєпис
Походив з вестфальського шляхетського роду Гольте, який був досить впливовим в Оснабрюкському єпископстві. Про Бальтазара фон Гольте замало відомостей. У 1282 році його було призначено фогтом Йєрвена. На цій посаді перебував до 1287 року. 1290 року обирається магістром Лівонського ордену. 1291 року надав права місто Вайсенштайн.
Спрямував зусилля на досягнення миру з Ризьким архієпископством. Для цього спочатку звільнив з ув'язнення архієпископа Йоганна II фон Фехте. Бальтазар фон Гольте вів також перемовини з Генріхом II, єпископом Езель-Віцьким, Едмундом фон Верте, а потім його наступником Буркхардом, єпископами Курляндськими, стосовно укладання загального миру. Втім напередодні підписання договору помер 1293 року.